# Trona (Kalifornien)
Trona in Kalifornien ist eine Bergbausiedlung etwa 270 km nordöstlich von Los Angeles. Trona hat 2 742 Einwohner und die Postleitzahl 93562. Trona liegt an der östlichen Seite des Panamint Valley nahe dem Panamint Range.

## Geschichte
Auf der Suche nach Gold fanden John W. Searles und sein Bruder im Jahre 1862 einen Gesteinsbrocken mit schimmernden Kristallen nahe den Panamint Bergen. Sie nahmen das Gestein mit, ohne jedoch zu wissen, worum es sich genau handelt. Erst zehn Jahre später entdeckten sie zufällig, dass es sich bei den Kristallen um Borax (Na2B4O5(OH)4.8H2O) handelt, das bedeutendste Borat-Mineral. In der Folgezeit versuchten zahlreiche Firmen, die dort vorkommenden Mineralien wie Borax, Soda, Kaliumcarbonat und Natriumsulfat abzubauen und zu raffinieren.
Der Name Trona kommt von der Californian Trona Company (später: American Trona Company), welche ab 1900 zwei Fabriken zur Mineraliengewinnung und 1913 eine ca. 50 km lange Eisenbahnlinie (Trona Railway) sowie eine Firmensiedlung baute.
Im Jahr 1924 wurde die Epsom Salts Monorail, eine Lartigue-Einschienenbahn zum Magnesium-Abbau gebaut. Die Fracht wurde von den Crystal Hills zur Verladestation Trona befördert.
Nach einer Entlassungswelle der Chemiefabrik American Potash and Chemical Corp. in den 1990er-Jahren blieb nur noch die Minengesellschaft Searles Valley Minerals Inc. als Hauptarbeitgeber. Es zerfielen allmählich die Infrastruktur und das soziale Leben der Stadt. Die meisten bisherigen Einwohner zogen weg und viele der verbliebenen Einwohner wurden von der Droge Crystal Meth abhängig.

## Film
Die Spielfilme Trona sowie Land of Plenty aus dem Jahr 2004 und ebenfalls Just add water von 2008 spielen zum Teil in der Siedlung.